# Ruben van Bommel
Ruben van Bommel, né le 3 août 2004 à Meerssen aux Pays-Bas, est un footballeur néerlandais qui évolue au poste d'ailier au PSV Eindhoven.

## Biographie

### En club
Né à Meerssen aux Pays-Bas, Ruben van Bommel commence le football au SV Meerssen avant d'être formé par le PSV Eindhoven. Lors de l'été 2020 il rejoint le MVV Maastricht où il poursuit sa formation.
Le 1er juin 2023, Ruben van Bommel s'engage en faveur de l'AZ Alkmaar pour un contrat courant jusqu'en juin 2027,.
Le 11 juillet 2025, Ruben van Bommel signe en faveur du PSV Eindhoven pour un contrat de cinq ans, soit jusqu'en juin 2030.

### En sélection
Ruben van Bommel joue un seul match avec l'équipe des Pays-Bas des moins de 20 ans le 25 mars 2023 contre la France.
Il joue son premier match avec l'équipe des Pays-Bas espoirs le 8 septembre 2023 face à la Moldavie. Il est titularisé et son équipe l'emporte par trois buts à zéro.

## Vie privée
Ruben van Bommel est le fils de Mark van Bommel, ancien footballeur international néerlandais devenu entraîneur. Son grand-père maternel est Bert van Marwijk, lui aussi ancien footballeur. Il a un frère, Thomas van Bommel, qui joue également au football.

## Statistiques
| Saison                | Club                  | Championnat           | Championnat | Championnat | Championnat | Coupe(s) nationale(s) | Coupe(s) nationale(s) | Coupe(s) nationale(s) | Supercoupe | Supercoupe | Supercoupe | Compétition(s) continentale(s) | Compétition(s) continentale(s) | Compétition(s) continentale(s) | Compétition(s) continentale(s) | Barrages | Barrages | Barrages | Total | Total | Total |
| Saison                | Club                  | Division              | M.          | B.          | P.d.        | M.                    | B.                    | P.d.                  | M.         | B.         | P.d.       | Comp.                          | M.                             | B.                             | P.d.                           | M.       | B.       | P.d.     | M.    | B.    | P.d.  |
| 2022-2023             | MVV Maastricht        | Eerste Divisie        | 31          | 15          | 3           | 1                     | 0                     | 0                     | -          | -          | -          | -                              | -                              | -                              | -                              | 2        | 0        | 0        | 34    | 15    | 3     |
| Sous-total            | Sous-total            | Sous-total            | 31          | 15          | 3           | 1                     | 0                     | 0                     | -          | -          | -          | -                              | -                              | -                              | -                              | 2        | 0        | 0        | 34    | 15    | 3     |
| 2023-2024             | AZ Alkmaar            | Eredivisie            | 29          | 6           | 1           | 3                     | 1                     | 0                     | -          | -          | -          | C4                             | 8                              | 2                              | 1                              | -        | -        | -        | 40    | 9     | 2     |
| 2024-2025             | AZ Alkmaar            | Eredivisie            | 23          | 3           | 4           | 2                     | 1                     | 0                     | -          | -          | -          | C3                             | 5                              | 3                              | 0                              | 2        | 1        | 0        | 32    | 8     | 4     |
| Sous-total            | Sous-total            | Sous-total            | 52          | 9           | 5           | 5                     | 2                     | 0                     | -          | -          | -          | -                              | 13                             | 5                              | 2                              | 2        | 1        | 0        | 72    | 17    | 7     |
| 2025-2026             | PSV Eindhoven         | Eredivisie            | 2           | 1           | 0           | 0                     | 0                     | 0                     | 1          | 0          | 0          | C1                             | 0                              | 0                              | 0                              | 0        | 0        | 0        | 3     | 1     | 0     |
| Sous-total            | Sous-total            | Sous-total            | 2           | 1           | 0           | 0                     | 0                     | 0                     | 1          | 0          | 0          | -                              | 0                              | 0                              | 0                              | 0        | 0        | 0        | 3     | 1     | 0     |
| Total sur la carrière | Total sur la carrière | Total sur la carrière | 85          | 25          | 8           | 6                     | 2                     | 0                     | 1          | 0          | 0          | -                              | 13                             | 5                              | 2                              | 4        | 1        | 0        | 109   | 33    | 10    |